# Evaporador
Un evaporador és un aparell que es fa servir per tornar (o permetre que es torni) la forma líquida d'alguns productes químics en la seva forma gasosa. Per exemple, es fa servir un evaporador en els sistemes d'aire condicionat per permetre que el producte químic refredat comprimit (per exemple el freó) s'evapori i passi de líquid a gas, absorbint calor en aquest procés.

## Fonament
En els sistemes frigorífics l'evaporador actua com intercanviador de calor. Aquest canvi d'estat del líquid refrigerant permet absorbir la calor sensible continguda al voltant de l'evaporador i d'aquesta manera el gas, quan abandona l'evaporador, ho fa amb una energia interna notablement superior degut a l'augment de la seva entalpia, i així es compleix el fenomen de la refrigeració.
El flux de refrigerant en estat líquid és controlat per un dispositiu d'expansió o vàlvula d'expansió la qual genera una brusca caiguda de pressió a l'entrada de l'evaporador. Degut a les propietats termodinàmiques dels gasos refrigerants, aquest descens de pressió està associat a un canvi d'estat i, a la davallada de la seva temperatura.
D'aquesta manera, l'evaporador absorbeix la calor sensible del medi a refrigerar transformant-la en calor latent el qual queda incorporat al refrigerant en estat de vapor. Aquesta calor latent serà dissipada en un altre intercanviador de calor del sistema de refrigeració per compressió que rep el nom de condensador dins del qual es genera el canvi d'estat invers, és a dir, de vapor a líquid.

## Tipus d'evaporador

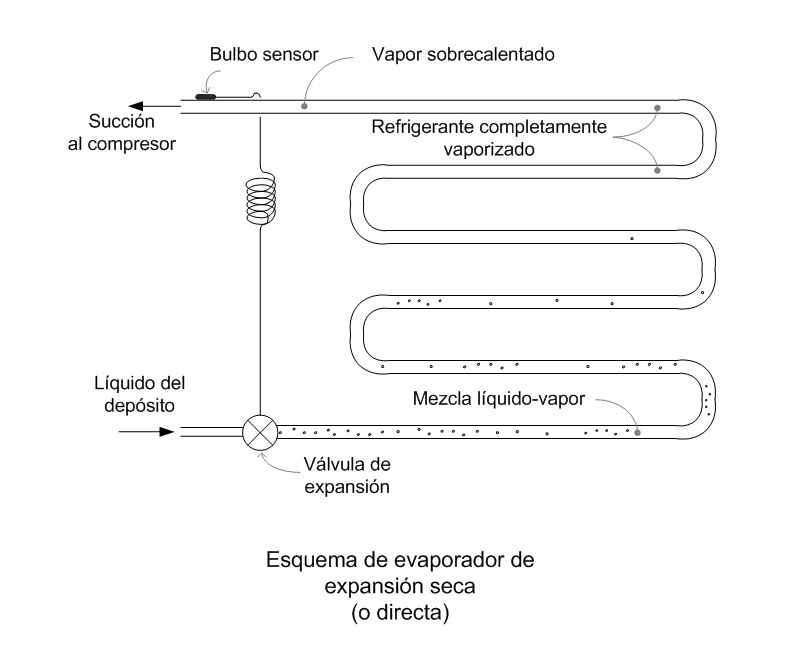
Esquema d'evaporador d'expansió seca.

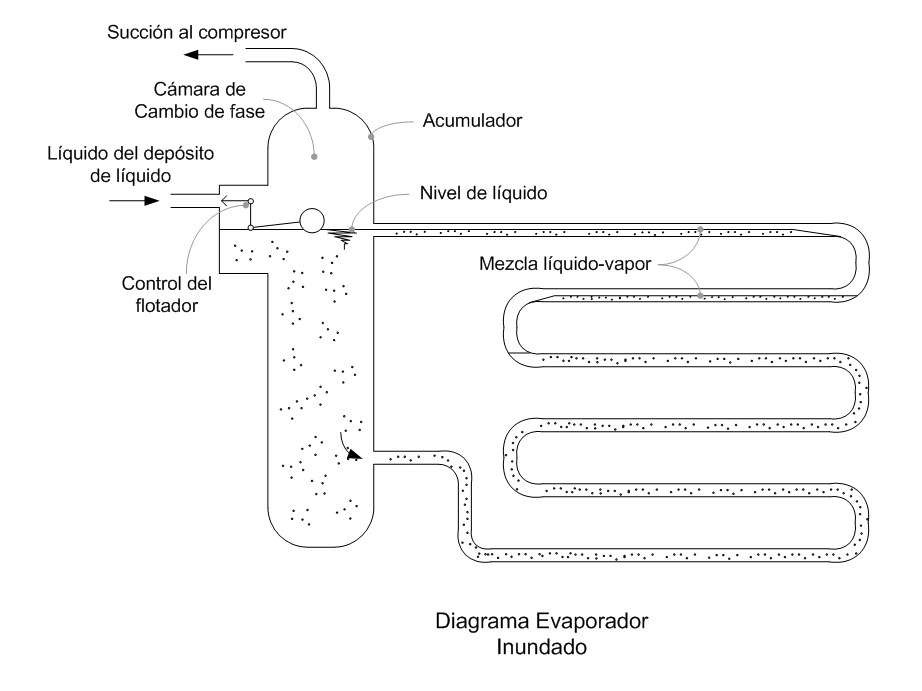
Esquema d'evaporador inundat.

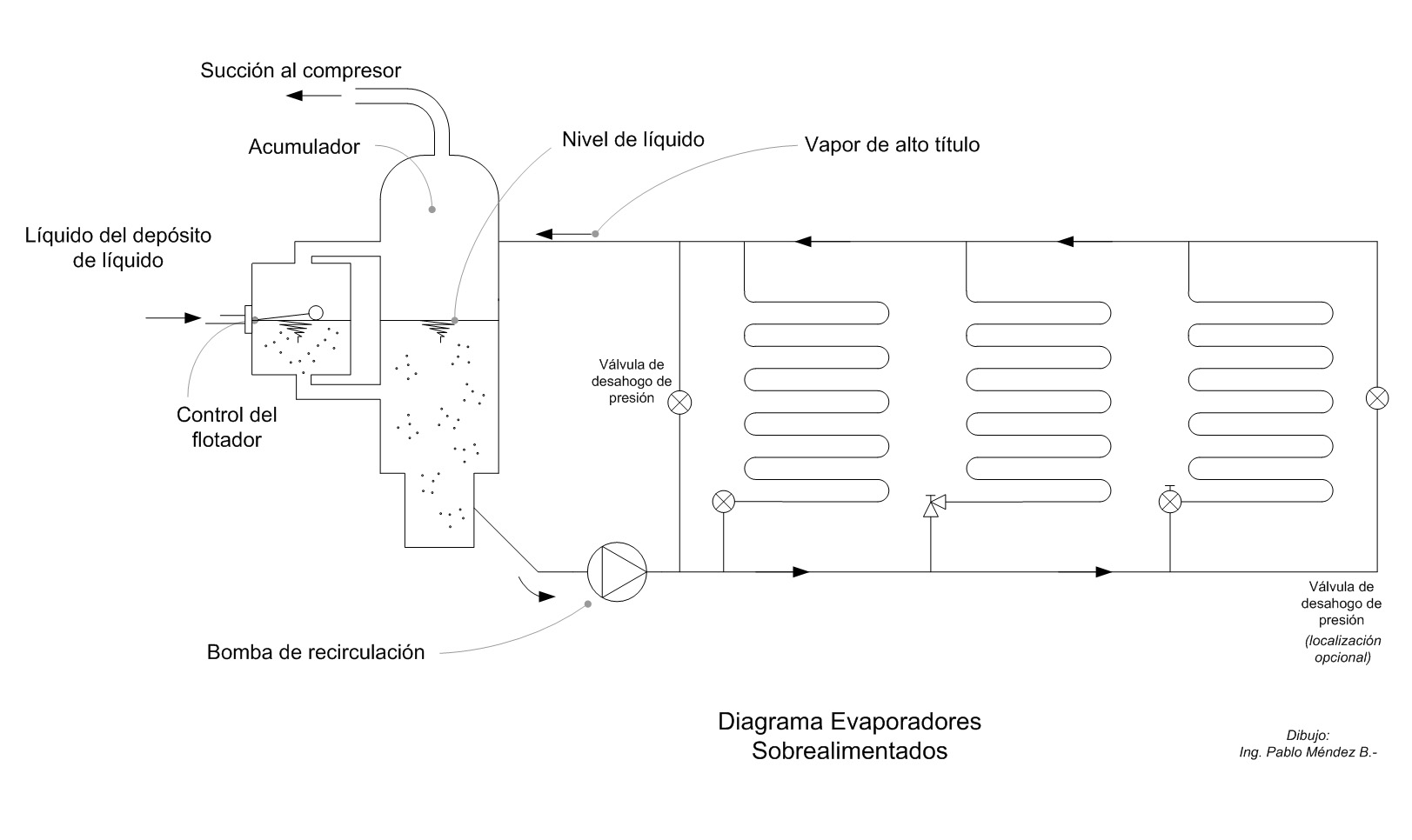
Esquema d'evaporador sobrealimentat

Com que un evaporador és qualsevol superfície de transferència de calor en la qual s'evapora un líquid volàtil per eliminar calor d'un espai o producte refrigerat, els evaporadors es fabriquen de molts tipus i es poden classificar de moltes maneres.

### Segons l'alimentació del refrigerant
- D'expansió directa o Expansió seca (DX). Són els més comuns però no són útils per a grans superfícies
- Inundats. Treballen amb refrigerant líquid, preferentment es fan servir en aplicacions industrials i utilitzant amoníac com a refrigerant.
- Sobrealimentats. En ells hi ha molta quantitat de refrigerant líquid. do.

### Segons el tipus de construcció

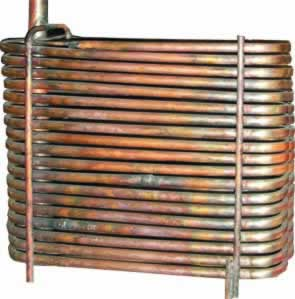
Evaporador de tub tub descobert de coure

- De tub descobert Aquests evaporadors es fan generalment de tub de coure o d'acer.
- De superfície de Placa.

N'hi ha diversos tipus, un d'ells és amb plaques acanalades de metall soldades hermèticament perquè el gas refrigerant hi pugui circular.
- Evaporadors amb aletes

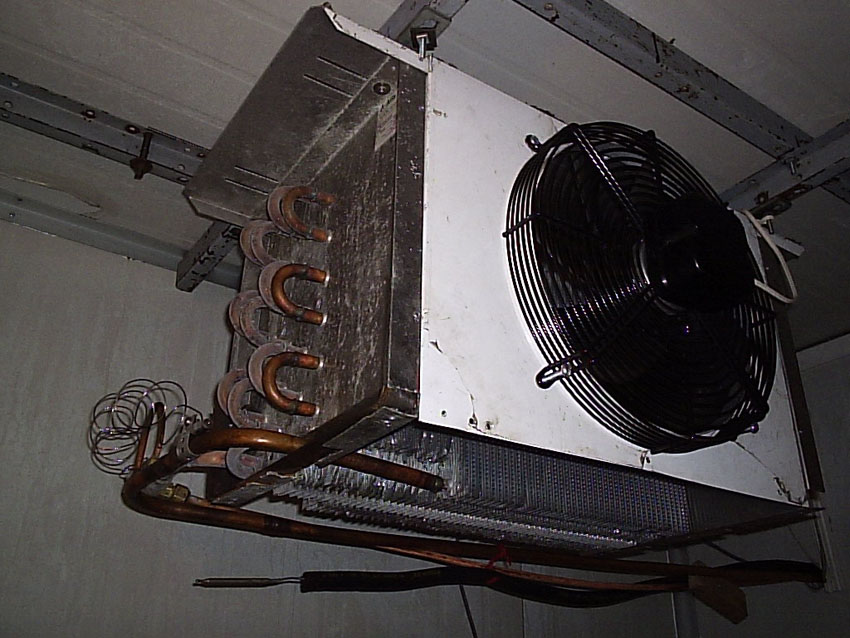
Evaporador de serpentí amb aletes.

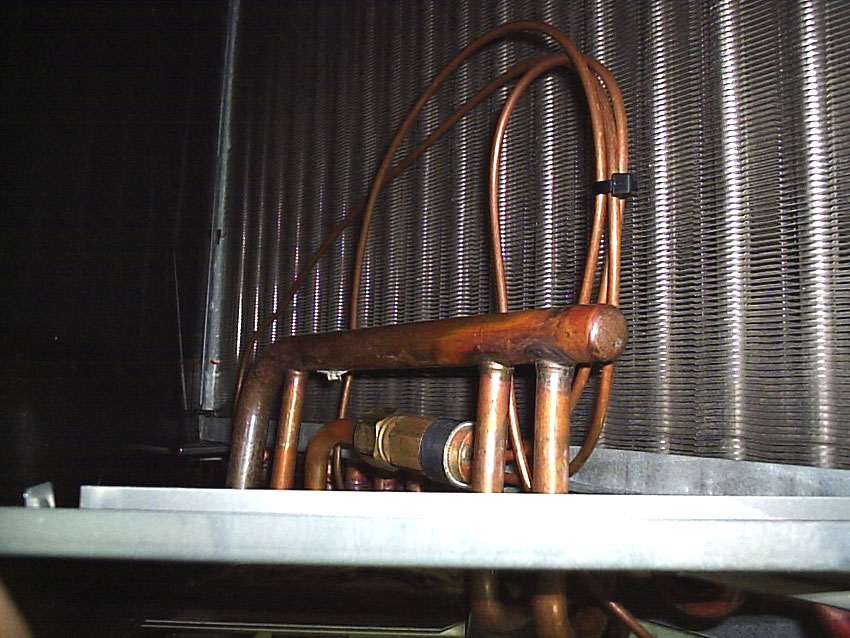
Evaporador de serpentí tipus Split.

Els serpentins amb aletes són serpentins de tub descobert sense plaques i es fan servir molt en la refrigeració industrial i també en equips d'aire condicionat Les aletes milloren l'eficiència.

### Evaporadors per a refredament de líquid
- Refredador de tub doble.
- Refredador Baudelot . Es fa servir sovint per refredar la llet
- Refredador de tipus tanc
- Refredador amb serpentí en el casc, es fan servir per acumular gel
- Refredador cuirassat